# فرودگاه کاردستون
فرودگاه کاردستون (به انگلیسی: Cardston Airport) یک فرودگاه همگانی است که یک باند فرود آسفالت دارد و طول باند آن ۱۰۶۷ متر است. این فرودگاه در کشور کانادا قرار دارد و در ارتفاع ۱۱۸۵ متری از سطح دریا واقع شده‌است.